# Універсальний кулемет Березина
Універсальний кулемет Березина (більш відомий як УБ — Універсальний Березина) — радянський 12,7 мм авіаційний кулемет, розроблений у 1938 році конструктором Тульського збройового заводу Михайлом Євгеновичем Березином. Був прийнятий на озброєння Армії СРСР у 1941 році. Були випущені декілька модифікацій кулемета Березина:
- УБС — використовувався на літаках І-15, І-153БС, І-16, Як-1б, Як-3, Як-7б, Як-9, МіГ-3 і ЛаГГ-3;
- УБК — використовувався на літаках Пе-2, МіГ-3, МіГ-15;
- УБТ — використовувався на літаках АНТ-40, Пе-2, Єр-2, Іл-2, Ту-2, Іл-4, Пе-8, Douglas A-20 Havoc.

## Історія
У 1937 році Михайло Березин почав проектувати потужний 12,7-мм синхронний авіаційний кулемет з патроном від 12,7-мм ДК. У жовтні-грудні 1938 року кулемет успішно пройшов заводські і полігонні випробування. 12 квітня 1939 року, ще до закінчення військових випробувань, 12,7-мм кулемет УБ постановою Комітету Оборони СРСР був запущений в серійне виробництво.
Працюючи над подальшим вдосконаленням свого кулемета з метою ліквідації недоліків, які були виявлені під час випробувань, Березин розробив три модифікації. Модифікації відрізнялись в залежності від місця установки — турельний, крилевий і синхронний. Основні деталі і механізми всіх трьох варіантів були збережені, за винятком спускового і ударного механізмів, у які були внесені деякі зміни, пов'язані з специфікою їх застосування. У синхронному (УБС) і крилевому (УБК) варіантах було здійснено дистанційне керування системою перезарядки в разі появи затримок в повітрі з використанням стисненого повітря. Це була перша в радянській авіації система пневматичного перезаряджання кулемета, що значно полегшило його експлуатацію в бойових умовах. У зв'язку з неможливістю використовувати пневматичну перезарядку на турельному кулеметі (УБТ) через розміри кабіни, Г. І. Нікітін розробив для нього руків'я перезаряджання важельного типу. У ході випробувань кулемет УБ безвідмовно працював на 9 кілометровій висоті за температури +/- 48 °C, при цьому стріляючи під час різноманітних фігур вищого пілотажу.

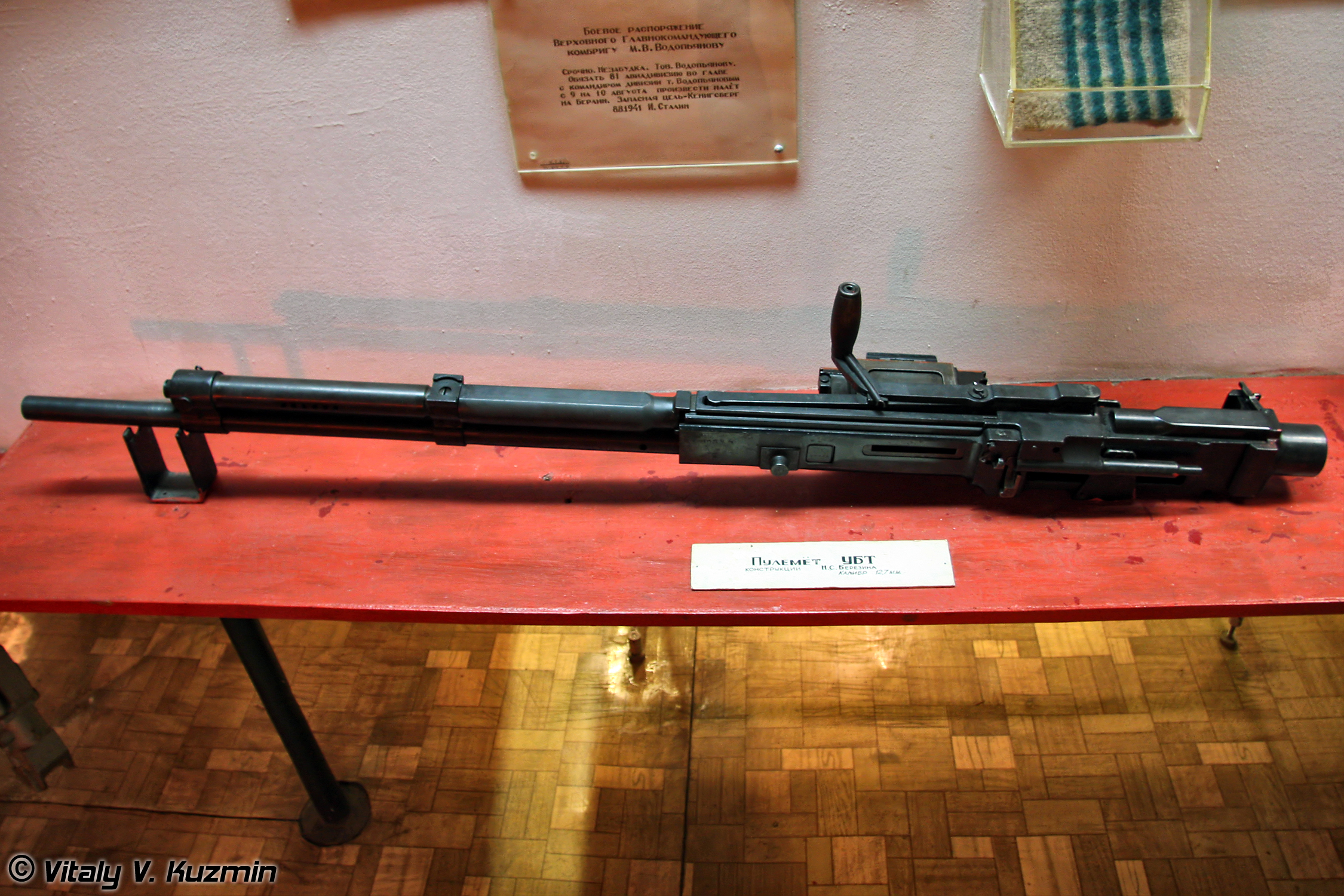
Кулемет Березина

На озброєння ВПС СРСР кулемет був прийнятий 22 квітня 1941 року, що було надзвичайно вчасно, оскільки німецько-радянська війна, яка почалась через два місяці, показала неефективність 7,62-мм авіаційних кулеметів проти повітряних сил неприятеля.

### Бойове використання
Основне призначення кулемета — боротьба з літаками супротивника: винищувачами і бомбардувальниками. УБ на початку війни стояв на озброєнні літаків типу Як, МіГ, І-16 (останніх на початку війни було близько 650). У 1941—1942 роках були скарги на часті відмови кулемета, проте, після часткової модифікації зброї, недоліки були усунуті. З початком війни УБ швидко витіснив ШКАС з оборонних установок бомбардувальників і успішно використовувався на них протягом всієї війни. З появою двомісних модифікацій Іл-2, на них також почали використовувати універсальний кулемет Березина.

## Варіанти
Були випущені декілька модифікацій кулемета Березина:
- УБС — синхронний, для стрільби крізь площину обертання повітряного гвинта. Використовувався на літаках І-15, І-153БС, І-16, Як-1б, Як-3, Як-7б, Як-9, МіГ-3 і ЛаГГ-3;
- УБК — крилевий. Використовувався на літаках Пе-2, МіГ-3, МіГ-15;
- УБТ — турельна модифікація, що призначалась для установки в оборонних вогневих точках. Відрізнялася тим, що замість пневматичної використовувалась механічна перезарядка. Використовувався на літаках АНТ-40, Пе-2, Ер-2, Іл-2, Ту-2, Іл-4, Пе-8, Douglas A-20 Havoc.

## Конструкція
Автоматика кулемета працює за рахунок енергії газів, що відводяться з каналу ствола. Замикання каналу ствола — клинове. Характерною особливістю його конструкції є подача патронної стрічки не при відкаті рухомих частин, як у переважної більшості кулеметів, а при їхньому накаті. Для забезпечення необхідної надійності подачі патронів із стрічки, поворотна пружина зроблена багатожильною. Ударний механізм діє від спеціальної бойової пружини.
До переваг кулемета Березина відносяться: вдала компоновка всієї конструкції і окремих механізмів, високий темп стрільби, просте заряджання, легке усунення затримок і швидка зміна ствола, порівняно невелика кількість деталей і просте влаштування механізму. Незважаючи на всі свої позитивні якості, кулемет Березина має деякі серйозні недоліки. Особливо можна відзначити складність перезаряджання в повітрі за допомогою тросової системи, яка вимагає від льотчика значних фізичних зусиль у найрішучіші хвилини бою. Крім того, були виявлені дефекти, пов'язані з недостатньою надійністю окремих деталей автоматики.